# Bunium microcarpum
Bunium microcarpum — вид квіткових рослин родини окружкових (Apiaceae).

## Біоморфологічна характеристика
Це бульбовий геофіт. Це голий, розпростертий, висхідний або прямовисний багаторічник. Стебла розгалужені, тонкоребристі, 4–35 см. Прикореневі листки скоро в'януть, широко трикутні, 2-3-перисті, 2–9 × 1.5–8 см; кінцеві сегменти лінійні, до 10 × 2.5 мм. Верхні стеблові листки нечисленні, 1-2-перисті. Променів 4–13, нерівних, 30–50 мм. Квітки білі, по 5–20 на зонтику. Плоди від довгастих до видовжено-еліптичних, голі, 2.5–4.5 × 1–2 мм.

## Поширення
Східно-Егейські острови, Іран, Ірак, Ліван-Сирія, Туреччина.
В Україні вид зростає у Криму (південь), зрідка.